# Burkhard Büdel
Burkhard Büdel (* 1953 in Frammersbach) ist ein deutscher Biologe.
An der Universität Marburg wurde Büdel 1986 zum Dr. rer. nat. promoviert. Anschließend arbeitete er dort als Postdoc weiter, bis er 1990 zu Otto Ludwig Lange an die Universität Würzburg wechselte. 1992 habilitierte er sich dort für Botanik. Mit einem Heisenberg-Stipendium der DFG forschte Büdel 1994/95 an der TU Darmstadt und am Senckenberg-Institut. 1995 folgte er einem Ruf der Universität Rostock auf eine Botanik-Professur.
Von 1997 bis zum 31. März 2019 leitete Büdel die Arbeitsgruppe Botanik der Universität Kaiserslautern.
Sein Forschungsschwerpunkt sind pro- und eukariotische Algen und Flechten.

## Veröffentlichungen (Auswahl)
- mit U. Lüttge: Resurrection kinetics of photosynthesis in desiccation tolerant aerophilic green algae (Chlorophyta) on the bark of trees. In: Plant Biology. Band 12, S. 437–444.
- mit S. Huck, J. Kadereit und C. Printzen: Range-wide phylogeography of the European temperate-montane herbaceous plant Meum athamanticum Jacq.: evidence for periglacial persistence. In: Journal of Biogeography 36. 2009, S. 1588–1599.
- mit D. Mollenhauer, E. Höxtermann und V. Wissemann: Gregor Kraus (1841–1915) – versatile botanist from Lower Franconia. In: Annals of the History and Philosophy of Biology. Band 12, 2009, S. 155–172.
- mit Thomas Friedl und Wolfram Beyschlag:Biology of Algae, Lichens and Bryophytes. Springer Berlin Heidelberg, Berlin, Heidelberg 2024, ISBN 978-3-662-65711-9, doi:10.1007/978-3-662-65712-6 (springer.com [abgerufen am 30. April 2024]).